# NGC 1138
NGC 1138 је спирална галаксија у сазвежђу Персеј која се налази на NGC листи објеката дубоког неба.
Деклинација објекта је + 43° 2' 50" а ректасцензија 2h 56m 36,3s. Привидна величина (магнитуда) објекта NGC 1138 износи 13,0 а фотографска магнитуда 14,0. NGC 1138 је још познат и под ознакама UGC 2408, MCG 7-7-12, CGCG 540-15, PGC 11118.